# Пуерто Ваљарта (Халиско)
Пуерто Ваљарта (шп. Puerto Vallarta) насеље је у Мексику у савезној држави Халиско у општини Пуерто Ваљарта. Насеље се налази на надморској висини од 101 м.

## Становништво
Према подацима из 2010. године у насељу је живело 203342 становника.

### Хронологија
| Година       | 2000                   | 2005                   | 2010                     |
| ------------ | ---------------------- | ---------------------- | ------------------------ |
| Становништво | 151432 (75845 / 75587) | 177830 (88464 / 89366) | 203342 (101712 / 101630) |

### Попис
| \| \| м \| \| \| ж \| \| 0—2 \| 5.804 \| \| \| 5.718 \| \| 3—5 \| 5.988 \| \| \| 5.610 \| \| 6—11 \| 11.817 \| \| \| 11.407 \| \| 12—14 \| 5.600 \| \| \| 5.477 \| \| 15—17 \| 5.619 \| \| \| 5.540 \| \| 18—24 \| 14.045 \| \| \| 14.098 \| \| 60+ \| 5.957 \| \| \| 6.367 \| \| Просек : \| 28,7 \| \| \| 29,1 \| |        |  |  |        |
| |        |  |  |        |
| | м      |  |  | ж      |
| 0—2 | 5.804  |  |  | 5.718  |
| 3—5 | 5.988  |  |  | 5.610  |
| 6—11 | 11.817 |  |  | 11.407 |
| 12—14 | 5.600  |  |  | 5.477  |
| 15—17 | 5.619  |  |  | 5.540  |
| 18—24 | 14.045 |  |  | 14.098 |
| 60+ | 5.957  |  |  | 6.367  |
| Просек : | 28,7   |  |  | 29,1   |

| #   | Индикатор                                                                                        | Вредност |
| --- | ------------------------------------------------------------------------------------------------ | -------- |
| 1   | Становништво од 0 до 2 године                                                                    | 11522    |
| 2   | Мушко становништво од 0 до 2 године                                                              | 5804     |
| 3   | Женско становништво од 0 до 2 године                                                             | 5718     |
| 4   | Становништво са 3 и више година                                                                  | 186237   |
| 5   | Мушко становништво са 3 и више година                                                            | 93120    |
| 6   | Женско становништво са 3 и више година                                                           | 93117    |
| 7   | Становништво са 5 и више година                                                                  | 178383   |
| 8   | Мушко становништво са 5 и више година                                                            | 89092    |
| 9   | Женско становништво са 5 и више година                                                           | 89291    |
| 10  | Становништво са 12 и више година                                                                 | 151415   |
| 11  | Мушко становништво са 12 и више година                                                           | 75315    |
| 12  | Женско становништво са 12 и више година                                                          | 76100    |
| 13  | Становништво са 15 и више година                                                                 | 140338   |
| 14  | Мушко становништво са 15 и више година                                                           | 69715    |
| 15  | Женско становништво са 15 и више година                                                          | 70623    |
| 16  | Становништво са 18 и више година                                                                 | 129179   |
| 17  | Мушко становништво са 18 и више година                                                           | 64096    |
| 18  | Женско становништво са 18 и више година                                                          | 65083    |
| 19  | Становништво од 3 до 5 година                                                                    | 11598    |
| 20  | Мушко становништво од 3 до 5 година                                                              | 5988     |
| 21  | Женско становништво од 3 до 5 година                                                             | 5610     |
| 22  | Становништво од 6 до 11 година                                                                   | 23224    |
| 23  | Мушко становништво од 6 до 11 година                                                             | 11817    |
| 24  | Женско становништво од 6 до 11 година                                                            | 11407    |
| 25  | Становништво од 8 до 14 година                                                                   | 26725    |
| 26  | Мушко становништво од 8 до 14 година                                                             | 13648    |
| 27  | Женско становништво од 8 до 14 година                                                            | 13077    |
| 28  | Становништво од 12 до 14 година                                                                  | 11077    |
| 29  | Мушко становништво од 12 до 14 година                                                            | 5600     |
| 30  | Женско становништво од 12 до 14 година                                                           | 5477     |
| 31  | Становништво од 15 до 17 година                                                                  | 11159    |
| 32  | Мушко становништво од 15 до 17 година                                                            | 5619     |
| 33  | Женско становништво од 15 до 17 година                                                           | 5540     |
| 34  | Становништво од 18 до 24 године                                                                  | 28143    |
| 35  | Мушко становништво од 18 до 24 године                                                            | 14045    |
| 36  | Женско становништво од 18 до 24 године                                                           | 14098    |
| 37  | Женско становништво од 15 до 49 година                                                           | 57087    |
| 38  | Становништво са 60 и више година                                                                 | 12324    |
| 39  | Мушко становништво са 60 и више година                                                           | 5957     |
| 40  | Женско становништво са 60 и више година                                                          | 6367     |
| 41  | Однос између мушкараца и жена                                                                    | 100.08   |
| 42  | Становништво од нуле до 14 година                                                                | 57421    |
| 43  | Становништво од 15 до 64 године                                                                  | 132591   |
| 44  | Становништво од 65 година и више                                                                 | 7747     |
| 45  | Просечан број деце                                                                               | 2.05     |
| 46  | Становништво рођено у ентитету                                                                   | 130878   |
| 47  | Мушко становништво рођено у ентитету                                                             | 64882    |
| 48  | Женско становништво рођено у ентитету                                                            | 65996    |
| 49  | Становништво рођено у другом ентитету                                                            | 62212    |
| 50  | Мушко становништво рођено у другом ентитету                                                      | 31555    |
| 51  | Женско становништво рођено у другом ентитету                                                     | 30657    |
| 52  | Становништво од 5 година и више резидентно у ентитету у јуну 2005. године                        | 160631   |
| 53  | Мушко становништво старосног доба од 5 година и више, резидентно у ентитету у јуну 2005. године  | 79620    |
| 54  | Женско становништво старосног доба од 5 и више година, резидентно у ентитету у јуну 2005. године | 81011    |
| 55  | Становништво од 5 година и више које је живело у другом ентитету у јуну 2005. године             | 13316    |
| 56  | Мушко становништво старије од 5 година које је живело у другом ентитету у јуну 2005. године      | 6851     |
| 57  | Женско становништво старије од 5 година које је живело у другом ентитету у јуну 2005. године     | 6465     |
| 58  | Становништво од 3 године и више које говори аутохтони језик                                      | 2115     |
| 59  | Мушко становништво старо 3 године и више које говори аутохтони језик                             | 1119     |
| 60  | Женско становништво старо 3 године и више које говори аутохтони језик                            | 996      |
| 61  | Становништво од 3 године и више које говори аутохтони језик и не говори шпански језик            | 18       |
| 62  | Мушко становништво старо 3 године и више које говори аутохтони језик и не говори шпански         | 5        |
| 63  | Женско становништво старо 3 године и више које говори аутохтони језик и не говори шпански језик  | 13       |
| 64  | Становништво старо 3 године и више које говори аутохтони језик и шпански                         | 1618     |
| 65  | Мушко становништво старо 3 године и више које говори аутохтони језик и шпански                   | 856      |
| 66  | Женско становништво старо 3 године и више које говори аутохтони језик и шпански                  | 762      |
| 67  | Становништво од 5 година и више које говори аутохтони језик                                      | 2063     |
| 68  | Становништво од 5 година и више које говори аутохтони језик и не говори шпански језик            | 14       |
| 69  | Становништво од 5 година и више које говори аутохтони језик и говори шпански језик               | 1586     |
| 70  | Становништво у домородачким домаћинствима                                                        | 4347     |
| 71  | Становништво са ограничењима у активностима                                                      | 5815     |
| 72  | Становништво са ограниченим ходањем или кретањем, горе или доле                                  | 3372     |
| 73  | Становници са ограничењима вида, чак и уз кориштење сочива                                       | 1400     |
| 74  | Становништво са ограничењима говора, комуникације или конверзације                               | 526      |
| 75  | Становништво са ограниченим слухом                                                               | 486      |
| 76  | Становништво са ограничењима при одевању, купању или јелу                                        | 315      |
| 77  | Становништво са ограничењима у опажању или учењу једноставних ствари                             | 289      |
| 78  | Становништво са менталним ограничењима                                                           | 565      |
| 79  | Становништво без ограничења активности                                                           | 190530   |
| 80  | Становништво од 3 до 5 година које не похађа школу                                               | 5242     |
| 81  | Мушко становништво од 3 до 5 година које не похађа школу                                         | 2727     |
| 82  | Женско становништво од 3 до 5 година које не похађа школу                                        | 2515     |
| 83  | Становништво од 6 до 11 година које не похађа школу                                              | 647      |
| 84  | Мушко становништво од 6 до 11 година које не похађа школу                                        | 371      |
| 85  | Женско становништво од 6 до 11 година које не похађа школу                                       | 276      |
| 86  | Становништво од 12 до 14 година које не похађа школу                                             | 792      |
| 87  | Мушко становништво од 12 до 14 година које не похађа школу                                       | 437      |
| 88  | Женско становништво од 12 до 14 година које не похађа школу                                      | 355      |
| 89  | Становништво од 15 до 17 година похађа школу                                                     | 7493     |
| 90  | Мушко становништво од 15 до 17 година похађа школу                                               | 3684     |
| 91  | Женско становништво између 15 и 17 година живота у школи                                         | 3809     |
| 92  | Становништво од 18 до 24 године похађа школу                                                     | 7489     |
| 93  | Мушко становништво од 18 до 24 године похађа школу                                               | 3641     |
| 94  | Женско становништво од 18 до 24 године похађа школу                                              | 3848     |
| 95  | Становништво од 8 до 14 година које не може да чита и пише                                       | 529      |
| 96  | Мушко становништво старосног доба од 8 до 14 година које не може да чита и пише                  | 320      |
| 97  | Женско становништво старосног доби од 8 до 14 година које не може да чита и пише                 | 209      |
| 98  | Становништво од 15 година и више које је неписмено                                               | 3402     |
| 99  | Мушко становништво од 15 година и више које је неписмено                                         | 1480     |
| 100 | Женско становништво од 15 година и више које је неписмено                                        | 1922     |
| 101 | Становништво старо 15 и више година без школовања                                                | 4783     |
| 102 | Мушко становништво старо 15 и више година без школовања                                          | 2212     |
| 103 | Женско становништво старо 15 и више година без школовања                                         | 2571     |
| 104 | Становништво старосног доба 15 и више година са непотпуним основним образовањем                  | 12367    |
| 105 | Мушко становништво старосног доба од 15 година и више са непотпуном основним образовањем         | 6135     |
| 106 | Женско становништво старосног доба 15 и више година са непотпуном основним образовањем           | 6232     |
| 107 | Становништво старо 15 и више година са комплетним основним образовањем                           | 20229    |
| 108 | Мушко становништво старо 15 година и више са комплетним основним образовањем                     | 10064    |
| 109 | Женско становништво старо 15 и више година са комплетним основним образовањем                    | 10165    |
| 110 | Становништво старосног доба 15 и више година са непотпуним средњим образовањем                   | 8998     |
| 111 | Мушко становништво старосног доба од 15 година и више са непотпуним средњим образовањем          | 5131     |
| 112 | Женско становништво старосног доба од 15 година и више са непотпуним средњим образовањем         | 3867     |
| 113 | Становништво старо 15 и више година са пуним секундарном образовањем                             | 31521    |
| 114 | Мушко становништво старосног доба од 15 година и више са пуним секундарном образовањем           | 16036    |
| 115 | Женско становништво старосног доба од 15 година и више са пуним секундарном образовањем          | 15485    |
| 116 | Становништво старије од 18 година са постосновним образовањем                                    | 56988    |
| 117 | Мушко становништво старије од 18 година са постосновним образовањем                              | 27816    |
| 118 | Женско становништво старије од 18 година са постосновним образовањем                             | 29172    |
| 119 | Просечна оцена школовања                                                                         | 9.56     |
| 120 | Просечан ниво образовања мушке популације                                                        | 9.55     |
| 121 | Просечан ниво образовања женског становништва                                                    | 9.56     |
| 122 | Економски активно становништво                                                                   | 95410    |
| 123 | Економски активна мушка популација                                                               | 58653    |
| 124 | Економски активна женска популација                                                              | 36757    |
| 125 | Становништво које није економски активно                                                         | 55362    |
| 126 | Мушко становништво које није економски активно                                                   | 16290    |
| 127 | Женско становништво које није економски активно                                                  | 39072    |
| 128 | Запослено становништво                                                                           | 91493    |
| 129 | Запослено мушко становништво                                                                     | 55630    |
| 130 | Запослено женско становништво                                                                    | 35863    |
| 131 | Незапослена популација                                                                           | 3917     |
| 132 | Незапослена мушка популација                                                                     | 3023     |
| 133 | Незапослена женска популација                                                                    | 894      |
| 134 | Становништво без права на здравствене услуге                                                     | 64285    |
| 135 | Становништво које има право на здравствене услуге                                                | 132940   |
| 136 | Становништво које има право на ИМСС                                                              | 94102    |
| 137 | Становништво које има право на социјално осигурање                                               | 5880     |
| 138 | Становништво које има право на државно социјално осигурање                                       | 187      |
| 139 | Становништво које има право на опште осигурање или здравствено осигурање за нову генерацију      | 22207    |
| 140 | Становништво које је било једном или није било у браку током 12 година и више                    | 55395    |
| 141 | Венчано или уједињено становништво од 12 година и више                                           | 81395    |
| 142 | Становништво које је било у браку или уједињено 12 година и више                                 | 14305    |
| 143 | Становништво са католичком религијом                                                             | 165239   |
| 144 | Протестанти, еванђелисти и библијски следбеници различити од еванђелиста                         | 18172    |
| 145 | Становништво са другим религијама различитим од претходних                                       | 347      |
| 146 | Становништво без религије                                                                        | 11291    |
| 147 | Укупно пописаних домаћинства                                                                     | 53274    |
| 148 | Пописна домаћинства на челу са мушкарцима                                                        | 39466    |
| 149 | Пописна домаћинства на челу са женама                                                            | 13808    |
| 150 | Становништво у пописним домаћинствима                                                            | 197511   |
| 151 | Становништво у пописним домаћинствима на челу са мушкарцима                                      | 151181   |
| 152 | Становништво у пописним домаћинствима на челу са женама                                          | 46330    |
| 153 | Укупно домаћинстава                                                                              | 72219    |
| 154 | Укупно насељених домаћинстава                                                                    | 55136    |
| 155 | Укупно приватних кућа                                                                            | 70357    |
| 156 | Насељени приватни домови                                                                         | 53274    |
| 157 | Укупно насељених приватних кућа                                                                  | 55108    |
| 158 | Ненасељене приватне куће                                                                         | 12041    |
| 159 | Појединачна домаћинства за привремену употребу                                                   | 5042     |
| 160 | Становници у насељеним приватним кућама                                                          | 197511   |
| 161 | Насељеност станара у приватним становима                                                         | 3.71     |
| 162 | Просечно становника по соби у приватним насељеним домаћинствима                                  | 1.13     |
| 163 | Појединачна домаћинства са подовима од различитих материјала од земље                            | 51651    |
| 164 | Појединачна домаћинства у приземљу                                                               | 1011     |
| 165 | Појединачна домаћинства са једном спаваћом собом                                                 | 19721    |
| 166 | Појединачна домаћинства са две спаваће собе и више                                               | 33271    |
| 167 | Појединачна домаћинства са једним собом                                                          | 6045     |
| 168 | Појединачна домаћинства са две собе                                                              | 10522    |
| 169 | Појединачна домаћинства са 3 собе и више                                                         | 36389    |
| 170 | Појединачна домаћинства која имају електрично светло                                             | 52881    |
| 171 | Појединачна домаћинства која немају електрично светло                                            | 161      |
| 172 | Појединачна домаћинства која имају водоводну воду у стамбеном простору                           | 51408    |
| 173 | Појединачна домаћинства која немају водоводну воду у стамбеном простору                          | 1434     |
| 174 | Појединачна домаћинства која имају тоалет                                                        | 52493    |
| 175 | Појединачна домаћинства која имају канализацију                                                  | 52352    |
| 176 | Појединачна домаћинства која немају канализацију                                                 | 459      |
| 177 | Појединачна домаћинства која имају електрично светло, довод воде из јавне мреже и канализацију   | 51020    |
| 178 | Појединачна домаћинства без икаквих услова                                                       | 207      |
| 179 | Појединачна домаћинства која имају радио                                                         | 40930    |
| 180 | Појединачна домаћинства која имају телевизор                                                     | 51410    |
| 181 | Појединачна домаћинства која имају фрижидер                                                      | 49596    |
| 182 | Појединачна домаћинства која имају машину за веш                                                 | 40107    |
| 183 | Појединачна домаћинства која имају аутомобил или комби                                           | 27223    |
| 184 | Појединачна домаћинства која имају рачунар                                                       | 23107    |
| 185 | Појединачна домаћинства која имају фиксну телефонску линију                                      | 26694    |
| 186 | Појединачна домаћинства која имају мобилни телефон                                               | 46284    |
| 187 | Појединачна домаћинства која имају приступ интернету                                             | 19242    |
| 188 | Величина локације                                                                                | 11       |